# Trinchesia caerulea
La cutona azzurra (Trinchesia caerulea (Montagu, 1804)) è un mollusco nudibranchio appartenente alla famiglia Trinchesiidae.

## Descrizione
Corpo di colore bianco, con cerata di colore azzurro e parte terminale gialla. Rinofori dello stesso colore del corpo, con la parte terminale gradatamente gialla. Fino a 25 millimetri.

## Biologia
Si rinviene su idrozoi del genere Sertularella, di cui si nutre.